# Маяк Стонингтон-Харбор
Маяк Стонингтон-Харбор (англ. Stonington Harbor Light)  — маяк, расположенный на мысе Стонингтон Пойнт на входе с восточной стороны в залив Стонингтон-Харбор в черте от города Стонингтон,  округ Нью-Лондон, штат Коннектикут, США. Построен в 1823 году. Деактивирован в 1889 году.

## История
В 1822 году Конгресс США в связи с увеличивающимся объемом торговли выделил 3 000$ на строительство маяка, который бы обеспечивал безопасную навигацию до города Стонингтон. Строительство было поручено Бенджамину Чейзу. Маяк был построен в 1823 году. Он представлял собой каменную башню высотой 10 метров и каменный дом смотрителя, соединенный с башней. Для освещения использовались масляные лампы. Из-за эрозии пляжа рядом с маяком, маяк оказался под угрозой того, что его унесёт в море. Было решено построить новый маяк с использованием материалов из старой постройки, на эти цели было выделено 6 500$. Строительство было поручено Джону Бишопу. Новый маяк был построен из гранитных блоков по необычному проекту: вход в двухэтажный дом смотрителя был расположен в примыкающей к нему спереди башне маяка высотой 11 метров. В 1855 году на маяк была установлена линза Френеля. В 1889 году был построен маяк на близлежащем волнорезе, и маяк Стонингтон-Харбор был выведен из эксплуатации и превращён в музей.
В 1976 году он был включен в Национальный реестр исторических мест.

## Фотографии
- Интерьер маяка
- Вид из маяка
- Открытка, выпущенная между 1930 и 1945 годом